# X.500
X.500 je sada mezinárodních standardů vyvinutých Mezinárodní telekomunikační unií (ITU-T, dříve CCITT) pro adresářové služby v počítačových sítích. Adresářové služby byly vyvinuty pro podporu systému elektronické pošty X.400. První verze byla schválena a publikována v roce 1988. Na vývoji standardu se podílela ISO, která jej zahrnula do své sady protokolů OSI jako standard ISO/IEC 9594.

## X.500 protokoly
Standardy řady X.500 definují následující protokoly:
- DAP (Directory Access Protocol)
- DSP (Directory System Protocol)
- DISP (Directory Information Shadowing Protocol)
- DOP (Directory Operational Bindings Management Protocol)

Protože tyto protokoly využívaly protokolový zásobník OSI, byly vyvinuty alternativní protokoly pro protokolový zásobník TCP/IP. Nejznámějším alternativou je Lightweight Directory Access Protocol (LDAP). Existuje i možnost provozovat DAP a další protokoly řady X.500 s protokolovým zásobníkem TCP/IP.

## X.500 produkty
- Isode Ltd Archivováno 24. 12. 2012 na Wayback Machine. Directory.
- Nexor Directory.
- Siemens DirX[2].